# Casas de Don Pedro
Casas de Don Pedro là một đô thị trong tỉnh Badajoz, Extremadura, Tây Ban Nha. Theo điều tra dân số 2007 (INE), đô thị này có dân số là 1734 người.
38°43′B 5°32′T / 38,717°B 5,533°T